# Finska mästerskapet i bandy 1975/1976
Finska mästerskapet i bandy 1975/1976 spelades som dubbelserie. OLS vann mästerskapet. OLS' Pekka Vartiainen vann skytteligan med 34 mål.

## Mästerskapsserien

### Slutställning
| Lag                  | Spelade | Vinster | Oavgjorda | Förluster | Målskillnad | Poäng |
| -------------------- | ------- | ------- | --------- | --------- | ----------- | ----- |
| OLS                  | 16      | 15      | 0         | 1         | 130–18      | 30    |
| Warkauden Pallo -35  | 16      | 11      | 1         | 4         | 57–37       | 23    |
| Veitsiluodon Vastus  | 16      | 10      | 2         | 4         | 69–38       | 22    |
| IFK Helsingfors      | 16      | 9       | 1         | 6         | 77–53       | 19    |
| Borgå Akilles        | 16      | 7       | 2         | 7         | 53–59       | 16    |
| Lappeenrannan Pallo  | 16      | 6       | 3         | 7         | 40–47       | 15    |
| Mikkelin Palloilijat | 16      | 5       | 0         | 11        | 46–72       | 10    |
| OPS                  | 16      | 3       | 1         | 12        | 28–84       | 7     |
| ToPV                 | 16      | 1       | 0         | 15        | 32–124      | 2     |

ToPV åkte ur serien. Nykomling blev Oulun Tarmo. LaPa spelade sin sista säsong i Mästerskapsserien, deras plats togs av Lappeenrannan Veiterä.

## Finska mästarna
OLS: Seppo Jolkkonen, Raimo Ikonen, Tuomo Lämsä, Pertti Härkönen, Antti Ervasti, Timo Okkonen, Toivo Orava, Yrjö Ervasti, Pekka Vartiainen, Juha Ohtonen, Tuomo Rantalankila, Matti Alatalo, Eero Hamari, Seppo Rounaja, Risto Kurra, Mauri Sorppanen, Ari Kuokkanen, Matti Karhumaa, tränare: Reijo Karppinen

### Fotnoter
1. ↑  finbandy.fi